# Page d'accueil
 (juin 2020).
Si vous disposez d'ouvrages ou d'articles de référence ou si vous connaissez des sites web de qualité traitant du thème abordé ici, merci de compléter l'article en donnant les références utiles à sa vérifiabilité et en les liant à la section « Notes et références ».

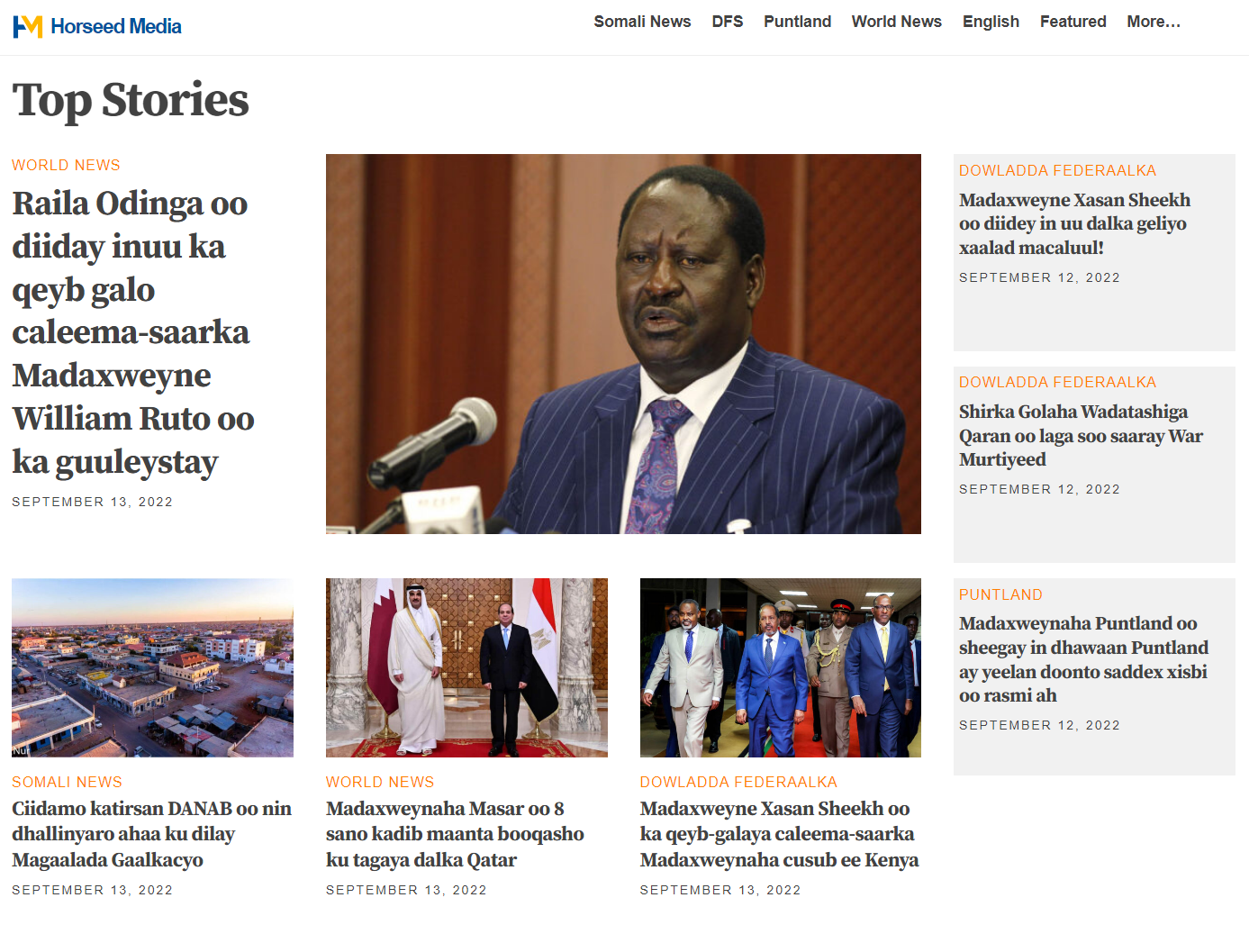
Page d'accueil d'un média en ligne somalien.

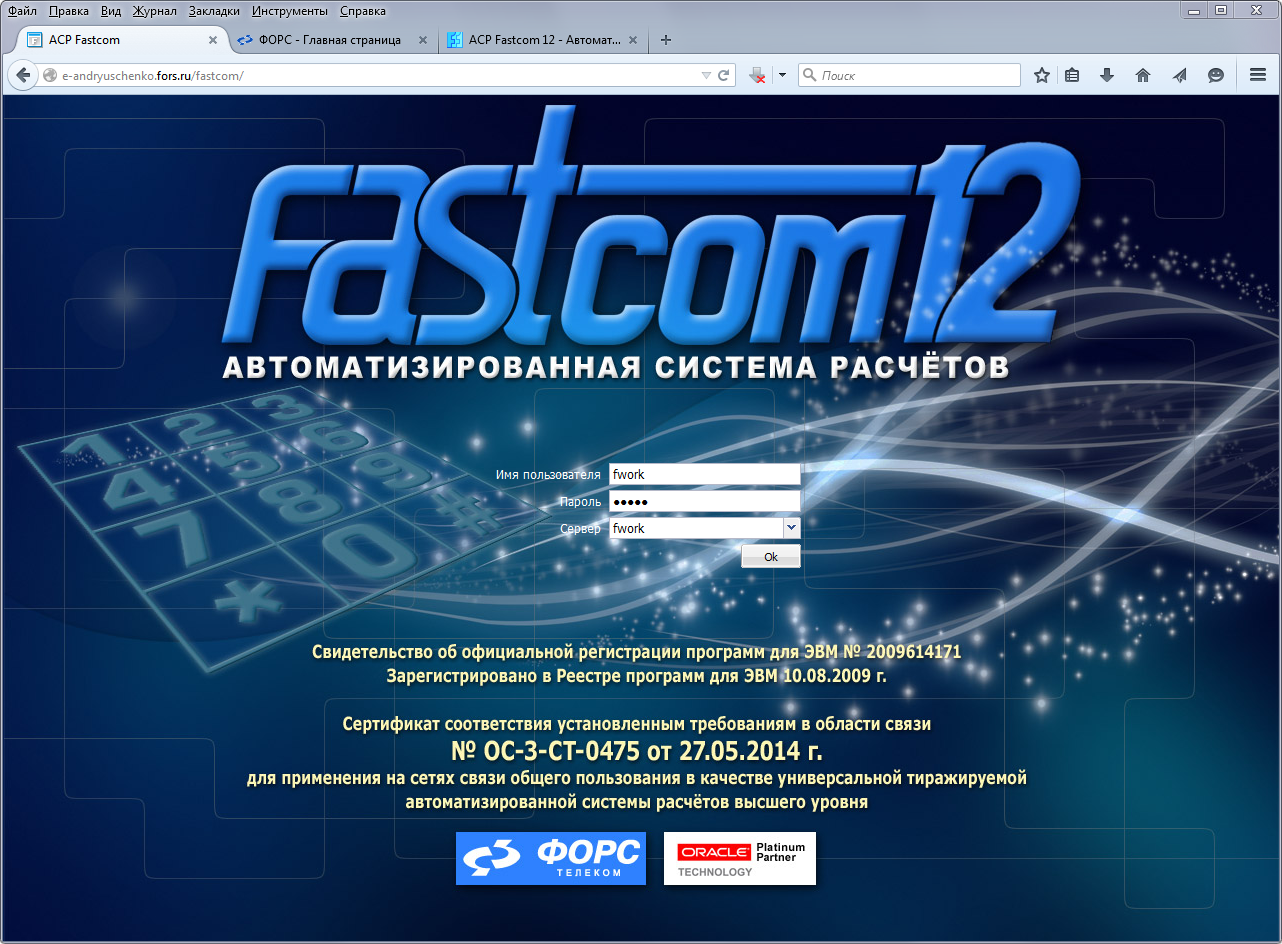
Certaines pages d'accueil affichent une zone d'ouverture de session.

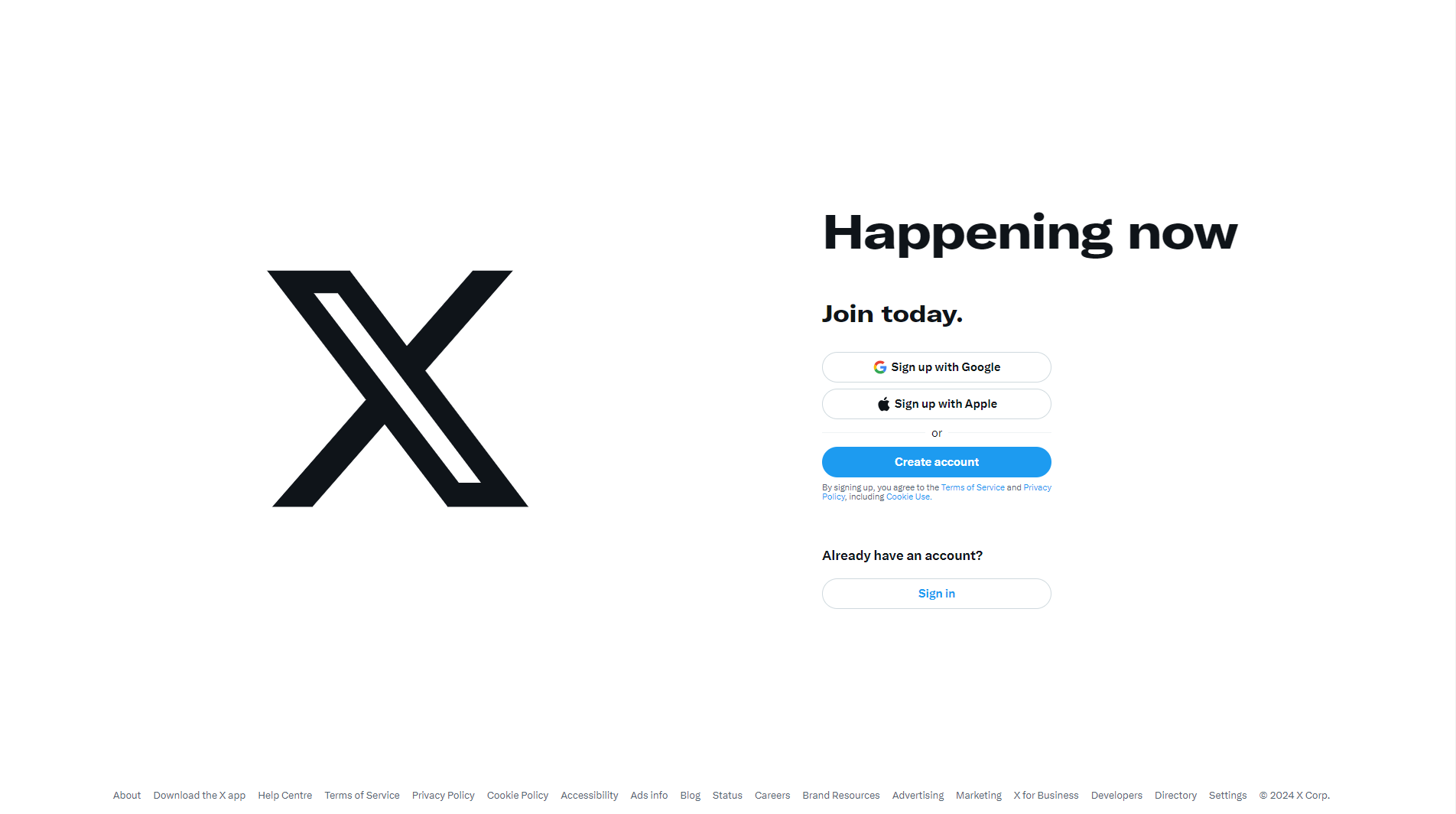
Page d'accueil de l'application web X, anciennement Twitter.

La page d'accueil ou page d'entrée (home page en anglais) est la page principale d'un site web. Elle se distingue des autres pages du site par le fait qu'elle est censée représenter, à l'internaute visiteur, le site sur lequel il se trouve de manière claire et forte, avec son identité visuelle.
Typiquement, elle renseigne sur le propriétaire et le contenu du site. Elle se situe au sommet d'une hiérarchie de pages, éventuellement rangées en sections. Les sites multilingues proposent généralement une page d'accueil par langue.

## Conventions
La page d'entrée des entreprises multinationales contient parfois une simple liste d'hyperliens vers leurs filiales. On peut aussi trouver une liste d'hyperliens aux pages d'accueil de chaque langue disponible, mais en général les hyperliens de langue sont disponibles dans la page d'accueil elle-même, et la langue du visiteur peut être automatiquement détectée. Dans les sites dont le contenu peut choquer, on y trouve le plus souvent un avertissement et une invitation, soit à entrer dans le site, soit à le quitter. Dans les sites d'orientation publicitaire et certains petits sites, une animation d'introduction distrayante est parfois proposée. Elle est généralement contournable pour ne pas perdre de temps. Enfin, dans tous les sites de grands acteurs du Web, la page d'entrée est aussi la page d'accueil.
Souvent, chacune des pages d'un site Web comporte, toujours au même endroit quelle que soit la page, un hyperlien vers la page principale, afin d'y retourner facilement.
Selon la règle des trois clics, un visiteur doit pouvoir accéder à n'importe quelle page d'un site Web en suivant au plus trois hyperliens depuis la page d'accueil.

## Histoire
Lors des débuts du World Wide Web, dans la première moitié des années 1990, une part importante des pages Web appartenait à des étudiants ou enseignants disposant d'un compte UNIX dans leur université. En effet, il suffisait que l'administrateur du système ait installé un serveur HTTP, pour que le contenu d'un répertoire (public_html par défaut) à la racine de chaque compte soit automatiquement servi. Or sur UNIX, le répertoire à la racine d'un compte est appelé home et la variable d'environnement HOME contient son chemin (par exemple /home/nom_de_login). L'URL de ces home pages est généralement de la forme http://departement.universite.edu/~nom_de_login/. C'est ainsi que l'appellation home page est apparue puis s'est étendue jusqu'au sens actuel.

## Page d'accueil personnalisable
Apparues durant la décennie 2000 (car rendues possibles grâce aux technologies du Web 2.0), ces pages permettent à des utilisateurs d'internet de personnaliser une page web hébergée sur un certain serveur spécialisé. La personnalisation consiste le plus souvent à choisir d'y inclure des flux RSS (fonction de type agrégateur), des actualités, des informations météo.
Les nuances sont minces entre une "Page d'accueil personnalisable" et un "portail web" personnalisable.[pourquoi ?]